# علم الحبر

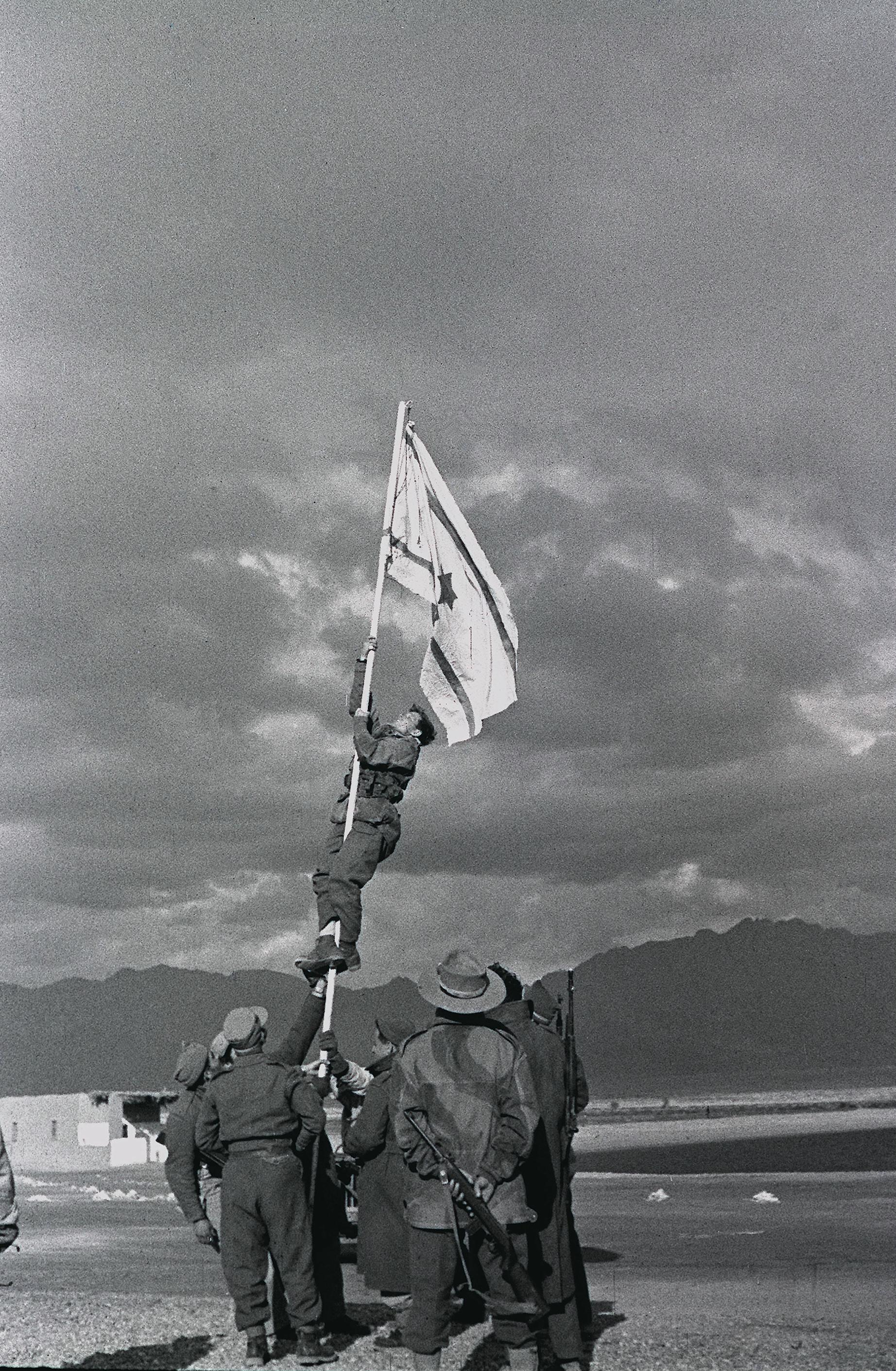

«علم الحبر» أو «العلم المحبّر» (بالعبرية: דגל הדיו) هو علم إسرائيلي مصنوع باليد، رُفع في حرب 48 للإشارة إلى الاستيلاء على أم الرشراش حيث بنيت لاحقا مدينة إيلات.
في 5 مارس 1949 انطلقت عملية أوفدا بعد ستة شهور من اتفاقية الهدنة، وبعد حرب 1948 بسنة أي بعد قرار وقف إطلاق النار، مستغلة فرصة انسحاب الحامية الأردنية التي كانت تحت إمرة قائد إنجليزي للحصول علي موطئ قدم. في 10 مارس وصلت القوات الإسرائيلية قرية «أم الرشراش» الفلسطينية غرب العقبة وإحتلتها. شارك لواء النقب ولواء جولاني الإسرائيليين في العملية ورفعوا علما صنعوه بأيديهم برسم من قطعة قماش محبّرة باللون الأزرق معلنين سيطرة إسرائيل على أم الرشراش.
العلم بشكل أساسي مطابق لعلم إسرائيل باستثناء أن نجمة داود التي تتوسطه ليست مفرغة بل زرقاء بالكامل.